# لعبة الليل (فلم)
لعبة الليل (بالإنجليزية: Game Night) هو فيلم كوميدي أمريكي تم إنتاجه في فبراير 2018 وهو من إخراج جون فرانسيس دالي وجوناثان غولدشتاين وبطولة جيسون بيتمان ورايتشل مكأدامز وبيلي ماغنوسن وشارون هورغان وكايلي بنبري وجيسي بليمنز وكايل تشاندلر ومايكل ك. هول. قامت شركة وارنر برذرز بتوزيع الفيلم وتجاوزت مبيعاته أكثر من 106 مليون دولار أمريكي بعد شهرين من إطلاقه.

## القصة
اعتاد مجموعة من الأصدقاء الشباب أن يتقابلوا ويتسامروا ويلعبوا معًا ضمن سهرات ترفيهية، فوجدوا أنفسهم على حين غرة يحاولون حل لغز جريمة قتل.

## البطولة
- جيسون بيتمان بدور ماكس
- رايتشل مكأدامز بدور آني
- كايل تشاندلر بدور بروكس
- بيلي ماغنوسن بدور راين
- شارون هورغان بدور ساره
- كايلي بنبري بدور ميشيل
- جيسي بليمنز بدور غاري
- مايكل ك. هول بدور البلغاري
- داني هيوستن بدور دونالد أندرتون
- تشيلسي بيريتي بدور غليندا
- مايكل كرايتون بدور بيل
- كاميل شين بدور دكتور شين
- زيريك وليامس بدور فال
- جوشوا مايكل بدور كولين

## التقييم
حصل الفيلم على تقييم 82% في موقع الطماطم الفاسدة بناءً على 182 مراجعة، مدح النقاد كوميدية الفيلم وقرب الفيلم لقصص الواقع. في موقع ميتاكريتيك حصل الفيلم على تقييم 66 من 100 وحصل على 39 نقد معظمها إيجابي.

## وصلات خارجية
- مقالات تستعمل روابط فنية بلا صلة مع ويكي بيانات
- الموقع الرسمي
- لعبة الليل على قاعدة بيانات الأفلام على الإنترنت

لا توجد روابط لمواقع التواصل الاجتماعي.